# Hadromys humei
Hadromys humei є видом гризунів родини Muridae. Він зустрічається в північно-східній Індії і занесений до списку зникомих.

## Морфологічна характеристика
Це дрібний гризун з довжиною голови й тулуба від 118 до 125 мм, довжиною хвоста 106 мм, довжиною лап від 25 до 26,5 мм і довжиною вух 12 мм. Хутро м'яке, без колючих волосків. Колір спинних частин сіро-сідий, світліший на голові та з червонуватими відблисками на нижній частині спини, тоді як черевні частини жовтуваті або помаранчеві, з основою волосків шиферного кольору. Внутрішні сторони стегон і основа хвоста червонуваті. Лапи жовтувато-білі. Вуха великі й округлі, дрібно вкриті дрібними чорнуватими волосками; перед вушною раковиною присутній нечіткий пучок волосся з оранжевими кінчиками. Хвіст коротший за голову й тулуб, густо вкритий шерстю, чорною зверху та білою знизу.

## Поведінка
Це нічний і рийний вид. Харчується ніжними пагонами і листям.